# 草間文彦
草間 文彦（くさま ふみひこ、1953年 - ）は、日本の著作権学者。元東京理科大学大学院イノベーション研究科知的財産戦略専攻専任教授、専攻研究分野は、著作権、商標権、キャラクター、ブランドの商品化権、およびWIPOで提唱されている Character Merchandising（『キャラクター・マーチャンダイジング』）。コンサルティングファーム、株式会社ブランドッグ  代表取締役、株式会社IP Bridgeエグゼクティブディレクター。実務としては、主に日欧米の企業ブランド、アートブランド、スポーツブランドの日本でのライセンス展開のコンサルティング活動、代理人活動を行っている。特にコーポレート（企業名、商品名）ブランドライセンスに関しては定評がある。
父は俳人の 草間時彦、祖父は鎌倉市長を務めた俳人草間時光、曾祖父は教育者で自由民権運動家の草間時福と文系の家系である。

## 経歴
神奈川県逗子市出身。神奈川県立湘南高等学校卒、立教大学経経済学部卒。
大学卒業後、リーバイス、ワーナー・ブラザースなど外資系メーカーで知財権のライセンス業務を担当した後、2002年から2012年までLIMAジャパン　（国際ライセンシング産業マーチャンダイザーズ協会日本支部） マネージングディレクター、2011年から2012年までLIMAジャパンを法人化した　一般社団法人日本ライセンシング・ビジネス協会代表理事を務める。2012年から2015年までunicef（国際連合児童基金）アドバイザー（ライセンスビジネス担当）、2012年より2018年迄、東京理科大学大学院イノベーション研究科で教鞭を執り、講義「著作権とライセンシング」および「商品化権ライセンシング実務」を担当、同研究室では「商品化権ライセンシングビジネス」を主とした大学院生の修士論文の指導（ゼミナール）にあたる。2018年3月退任。2018年4月より日本ヴェルディ協会理事。英国"Ｖ＆Ａ”（ヴィクトリア＆アルバート博物館）ライセンスセールスエージェント。

## 著書
- 『理工系の基礎〜知的財産〜』（共著、丸善出版2017年,他の9名の著作者）
- 『ライセンスビジネスの戦略と実務(キャラクター＆ブランド活用マネジメント』（著 白桃書房2015年第２刷2017年）
- 『ライセンスビジネスにおける児童への寄附の具現化: 契約書を超えたサービスイノベーションの創出』（著 Amazon Services International, Inc. Kindle版2015年）

- 『実践ライセンスビジネスマネジメント』（著 日本経済新聞出版社 2009年）[3]
- 『知財戦略の教科書』（共著、秀和システム 2013年、他の24名の著作者）
- 『草間時彦集』（編 俳人協会2007年）[4]

## 講演、論文、メディア出演 他
- 『ロサンジェルスオペラへの誘い』日本ヴェルディ協会(2018年8月）
- 『ライセンシング・ビジネスにおけるリスクマネジメントの要点』ライセンシング エキスポ ジャパン2018ビジネスセミナー(2018年4月25日）
- 『はじめてのライセンシングビジネス』主催：ＵＢＭジャパン株式会社、ＬＩＭＡ　ＪＡＰＡＮ
- 『ライセンシーのための、初めてのライセンスビジネス契約交渉〜ライセンサーとの商談に臨むための準備、交渉のポイント』ライセンシングエキスポジャパン2017ライセンシングビジネスセミナー　（2017年4月26日）
- 『はじめてのライセンシングビジネス』ライセンシングエキスポジャパン2017開催直前企画（2017年4月4日)
- 『ライセンスによるマーケティング戦略』ライセンシングエキスポジャパン2017特別企画（2017年2月15日)
- 『ブランド/キャラクターのライセンス実務』日本商標協会(2017年1月23日）
- 『ライセンシーのためのキャラクター・ブランドのライセンス基礎知識日本知的財産協会(2016年11月22日）
- 『企業の価値を上げるコーポレイト・ライセンス』　東京理科大学大学院イノベーション研究科知的財産戦略専攻(2016年10月1日)
- 『ライセンシーのための、ライセンシング・ビジネス基礎講座』　ライセンシングジャパン専門セミナー(2016年6月30日)
- 『ライセンスビジネスの光と影!』テレビ東京 ワールドビジネスサテライト(2016年5月12日)
- 『オペラに見る男と女の素敵な関係』川崎・しんゆり音楽祭オペラスクオーラ(2016年3月23日）
- 『アルフォンシーヌ・プレシの白い墓石』日本ヴェルディ協会(2015年11月）
- 『オペラが「ベルヌ条約」を生んだ　ユゴー、ヴェルディ、著作権』　東京理科大学大学院イノベーション研究科知的財産戦略専攻(2015年10月5日)
- 『コーポレイト・ライセンスビジネスの戦略と実務』日本ライセンス協会月例会(2015年7月9日)
- 『製造業・小売業のための、キャラクター・ブランドのライセンス基礎知識』　ライセンシングジャパン専門セミナー(2015年7月2日)
- 『グローバル環境で勝てる知財の創造とマネジメント 』　第12回日本知財学会 (2014年11月)
- 『日本のキャラクターは本当に強いのか？』 (MIP知財コラム　2014年10月号)
- 『日本におけるコーポレイトライセンス活性化の鍵は？』　日本弁理士会"パテント誌 (2014年10月号)
- 『キャラクター&ブランドライセンス専門セミナー』　ライセンシングジャパン専門セミナー(2014年7月2日)
- 『ライセンス市場で注目集める日本製キャラクター』JETRO TV (2008年)
- 『ライセンシング・インターナショナル2006」レポート』CharaBiz.com (2006年7月18日)
- "New Possibilities for Japanese Licensing Business" at Licensing Asia 2006
- "International Licensing Property The Intriguing Business Opportunities" at Licensing Asia 2005